# Port lotniczy Bardufoss
Port lotniczy Bardufoss – międzynarodowy port lotniczy położony w Bardufoss. Jest jednym z największych portów lotniczych w północnej Norwegii.

## Linie lotnicze i połączenia
| Linia lotnicza               | Kierunek                              |
| ---------------------------- | ------------------------------------- |
| Norwegian Air Shuttle        | 1. Oslo-Gardermoen (od 1 lutego 2024) |
| Scandinavian Airlines System | 1. Oslo-Gardermoen                    |